# Commanderie de La Cavalerie
Ne pas confondre avec la commanderie de La Cavalerie dans le département du Gers
La commanderie de La Cavalerie est située dans le département de l'Aveyron à six kilomètres au nord de Sainte-Eulalie-de-Cernon.

## Historique
La commanderie fut fondée en 1154. À l'origine, les Templiers avaient édifié deux villes : La Cavalerie Vieille et La Cavalerie Neuve ; la première fut complètement détruite au XIIIe siècle.
Vers 1307, les Hospitaliers de l'ordre de Saint-Jean de Jérusalem reçurent La Cavalerie et entreprirent de fortifier la ville pendant la Guerre de Cent Ans. Toutefois, au XVIe et XVIIe siècles, le village fut pris par les Huguenots et ceux-ci détruisirent le château en 1580.

## Organisation
La commanderie était constituée par une église et son cimetière, le logis des Chevaliers, une tour carrée et des bâtiments agricoles (granges, écuries, etc.).
De nos jours, le village apparait tel qu'il était au temps des Hospitaliers. Le seul vestige templier encore visible de l'époque templière est un morceau de mur de l'ancienne église à l'intérieur de l'église actuelle qui date du XVIIIe siècle.